# Utica (Minnesota)
Utica – miasto w Stanach Zjednoczonych, w stanie Minnesota, w hrabstwie Winona.